# 里斯本福爾斯 (緬因州)
里斯本福爾斯（英語：Lisbon Falls）是位於美國緬因州安德羅斯科金縣的一個普查規定居民點。

## 人口
根據2020年美國人口普查的數據，里斯本福爾斯的面積為10.02平方千米，當中陸地面積為9.53平方千米，而水域面積為0.49平方千米。當地共有人口4182人，而人口密度為每平方千米417.37人。